# Адріан Сливоцький
Адріа́н (Адріян) Сливо́цький (нар. 28 червня 1951, Нью-Йорк) — українсько-американський економіст українського походження. Один з найвизначніших фахівців сучасного менеджменту, автор світових бестселерів з питань стратегічного управління, партнер компанії, що є лідером з консультаційних послуг у сфері управління, — Oliver Wyman, член дорадчої ради Львівської бізнес-школи УКУ (LvBS), з 2001 р. — почесний професор НаУКМА.

## Життєпис
Народився у Нью-Йорку в сім'ї українців. Батько — виходець з Івано-Франківщини, мати — зі Львова. Навчався у Гарвардській Юридичній школі та Гарвардській школі бізнесу.
З 1979 року Адріан Сливоцький консультує компанії зі списку Fortune500 і навчає топ-менеджмент таких лідерів ринку, як Nike, Hyundai, Microsoft, Samsung, IBM, Boeing, Renault, Bank of America, GM, Johnson&Johnson, GE, Federal Express та ін.
У 1984 році став одним з засновників консалтингової компанії Oliver Wyman&Company [Архівовано 3 квітня 2019 у Wayback Machine.]. Зараз вона — третя за величиною в США у своїй сфері, після McKinsey та BCG. Офіси Oliver Wyman&Company працюють у понад 20 країнах світу [Архівовано 3 квітня 2019 у Wayback Machine.].
За версією The Time of London, Адріан Сливоцький двічі увійшов до переліку топ-50 бізнес-мислителів світу, у 2007 та 2011 роках. У рейтингу Industry Week увійшов до шестірки найбільш впливових мислителів у сфері управління, а Harvard Business Review включив Адріана Сливоцького у список «Thinkers50».
Економіст — автор численних праць у галузі стратегічного планування бізнесу. Доповідач та спеціальний гість Світового економічного форуму у Давосі, конференцій та форумів керівників Microsoft, журналів Forbes і Fortune. Колишній віце-президент, член ради директорів «Mercer Management Consulting, Inc.», яка входить до топ-10 консалтингових компаній світу.
Його фахові статті публікують The Wall Street Journal, журнал Harvard Business Review, Business Week, Fast Company, Boston Globe, Journal of Business Strategy, Harvard Management Update, Investor's Business Daily, Sales&Marketing Management та ін.
Приїздить в Україну на запрошення Львівська бізнес-школа УКУ (LvBS) та Український католицький університет, де навчає власників українських компаній мислити глобально і будувати бізнес, конкурентоспроможний на світових ринках.

## Книги
Автор книг :
·      «Прорив: 7 стратегій перетворення великих загроз у можливості для великого зростання [Архівовано 3 квітня 2019 у Wayback Machine.]» (The Upside)
·      «Мистецтво творення попиту [Архівовано 3 квітня 2019 у Wayback Machine.]» (Demand)
·      «Міграція капіталу» (Value Migration) — увійшла до 10 у рейтингу найкращих бізнес-книг «Financial Times»
·      «Мистецтво прибутковості» (The Art of Profitability)
·      «Давид перемагає: дисципліна неспівмірної перемоги» (David wins: The Discipline of Asymmetric Competition). Читати книгу онлайн
Співавтор книг:
·      «Зона прибутку [Архівовано 3 квітня 2019 у Wayback Machine.]» (The Profit Zone) — включена журналом «Business Week» до десятки найкращих книг 1998 року
·      «How Digital is your business»
·      «Зміщення цінності» (Value Migration)
·      «Як зростати всупереч ринковим тенденціям» (How to Grow When Markets Don't)